# Перша ластівка
«Перша ластівка» (груз. პირველი მერცხალი) — комедійний художній фільм знятий на кіностудії «Грузія-фільм» у 1975 режисером Наною Мчедлідзе.

## Зміст
Історія про те, як починав зароджуватися футбол у Грузії на початку двадцятого століття. Молодий Хвіча випадково помічає людей за цим новим заняттям. Коли він з'ясовує суть і правила футболу, то вирішує і сам узяти участь на серйозному рівні. Та для цього йому потрібна команда.

## Ролі
- Давид Абашидзе — Ясон (дублює М. Граббе)
- Васо Надарая — Хвіча (дублює Олександр Вігдороров)
- Іполит Хвічия — Варлам (дублює Ю. Саранцев)
- Анзор Херхадзе — Вахтанг (дублює В. Ферапонтов)
- Гурам Лордкіпанідзе — Бежам (дублює О. Білявський)
- Д. Джаяні — Нурі (дублює В. Спиридонов)
- А. Кадеішвілі — Чола (дублює Ю. Мартинов)
- Темур Тавадзе — Івані (дублює М. Чигарєв)
- Г. Мчелідзе — Іосеб (дублює М. Селютін)
- З. Шілакадзе— Джемал (дублює В. Грачов)
- Т. Мегрелідзе — Чічіко (дублює Р. Муратов)
- М. Кінцурашвілі — Гуту (дублює А. Голик)
- Джумбер Жванія — Бардга (дублює Д. Нетребін)
- Гурам Пірцхалава — Орді (дублює Г. Качин)
- Т. Дадіані — Пація (дублює О. Маркіна)
- Василь Чхаїдзе — Елізбар (дублює Юрій Боголюбов)
- Б. Пайчадзе — Борис (дублює Б. Кордунов)
- Т. Хорава — Бікентій (дублює С. Курилов)
- Ія Нінідзе — Єлені (дублює Т. Решетнікова)
- Лаура Вартанян — Есмеральда (дублює Ю. Бугайова)
- Дудухана Церодзе
- Баадур Цуладзе — Квантро, власник ресторану (дублює А. Карапетян)

## Знімальна група
- Режисер-постановник: Нана Мчедлідзе
- Автори сценарію: Леван Челідзе, Нана Мчедлідзе
- Оператор-постановник: Георгій Челідзе
- Художник-постановник: Дмитро Такаішвілі
- Композитор: Джансуг Кахідзе
- Звукорежисер: Мадонна Тевзадзе

## Призи та нагороди
- Премія Всесоюзного кінофестивалю (1976)
- Головний приз Всесоюзного кінофестивалю за акторську роботу (1976)

## Факти
- У кадр кілька разів потрапляє стоящий на рейді сучасні (для часу зйомок) військовий корабель і торгове судно.
- З кожним матчем поле набувало все більш обладнаний вигляд: з'явилися ворота (нехай без сітки та дерев'яні), з'явилася розмітка, у гравців з'явилися бутси.
- Фільм дубльований на кіностудії «Мосфільм».